# زوران پتروویچ (بازیکن واترپلو)
زوران پتروویچ (سیریلیک صربی: Зоран Петровић؛ زادهٔ ۲۲ اوت ۱۹۶۰) بازیکن واترپلو اهل یوگسلاوی بود.
وی در مسابقات کشوری و بین‌المللی در مجموع برندهٔ ۱ مدال طلا شده‌است.